# Apechoneura minor
Apechoneura minor är en stekelart som beskrevs av Morley 1913. Apechoneura minor ingår i släktet Apechoneura och familjen brokparasitsteklar. Inga underarter finns listade i Catalogue of Life.